# Inetum
Inetum (vroeger Inetum-Realdolmen) is een Belgisch ICT-bedrijf met hoofdzetel te Mechelen. Het telt ongeveer 28.000 medewerkers wereldwijd en is actief in 19 landen. In België heeft het bedrijf vier kantoren en zijn er meer dan 1.200 werknemers. 

## Geschiedenis
Realdolmen ontstond in 2008 na de fusie van de Belgische beursgenoteerde softwarebedrijven Real Software en Dolmen. De Gores Technology Group (32%) en de Colruytfamilie (16%) hadden samen een belangrijk minderheidsaandeel. In maart 2010 trok Gores zich verder terug. Het verkocht toen 9,34% van zijn participatie aan het investeringsfonds QuaroQ van de familie Van de Vyvere en twee keer 1,87% aan Belgische institutionele beleggers. Het restant van de aandelen werd dezelfde week te koop aangeboden. Daardoor verloren ook drie van de vier vertegenwoordigers van de Amerikanen hun mandaat in de raad van bestuur. Alleen Ashley Abdo, die een tijdlang algemeen directeur was, bleef aan als voorzitter van de raad van bestuur.
Het bedrijf had in 2008 een geconsolideerde omzet van 243 miljoen euro. Er werkten toen 1854 personeelsleden. Bruno Segers, voormalig bestuursvoorzitter van Microsoft België, werd algemeen directeur van de fusiemaatschappij.
Na de publicatie van de cijfers van het tweede kwartaal, september 2012, namen Bruno Segers, voorzitter Michel Akkermans en cco Dirk Debraeckeleer ontslag. Een meningsverschil tussen het management en de familiale aandeelhouders van het bedrijf (familie Colruyt en Quaeroq) over welke richting Realdolmen uit moest lag aan de basis van dit vertrek. De aandeelhouders wilden het geld op de balans liever naar de aandeelhouders laten vloeien terwijl het management overnames wilde doen en meer toegevoegde waarde creëren. De voormalige coo Mark De Keersmaecker nam de rol van bestuursvoorzitter over.
In 2018 bracht de internationale GFI Informatique groep een vriendschappelijk overnamebod uit dat werd afgerond in augustus van dat jaar. Realdolmen werd voor 100% eigendom van GFI groep en was niet langer beursgenoteerd. In januari 2021 vond er een rebranding plaats, GFI werd omgedoopt tot Inetum. Als gevolg hiervan werd Realdolmen hernoemd naar Inetum-Realdolmen in België, en sinds 2020 was Johnny Smets General Manager. 
Eind 2024 werd Inetum-Realdolmen officieel Inetum in België. 